# Bottaro
Bottaro è un isolotto italiano appartenente all'arcipelago delle isole Eolie, in Sicilia.

## Geografia
Situata due chilometri ad est dell'isola di Panarea, amministrativamente appartiene a Lipari, comune italiano della città metropolitana di Messina. È ampia circa 7.300 metri quadrati.

## Caratteristiche geologiche
L'isola, insieme ai numerosi scogli vicini (Dattilo, Lisca Bianca, Lisca Nera e altri), è ciò che resta di antiche bocche vulcaniche appartenenti all'apparato di Panarea, formatesi circa 130.000 anni fa. In passato tali scogli erano molto probabilmente uniti fra loro a formare un'isola più grande (forse collegata alla stessa Panarea), ma in seguito all'erosione degli agenti atmosferici e a fenomeni di bradisismo, essa si separò in più terre emerse, processo completatosi circa 10.000 anni fa.
In un luogo nei pressi di Bottaro il mare a volte ribolle a causa di una fumarola fredda che emana piccole bolle di anidride carbonica.

## Flora e fauna
Le piante più diffuse sono l'Atriplex portulacoides e la Suaeda vera, che formano estesi tappeti di colore grigio-verde.
Tra gli animali più comuni si annoverano la lucertola campestre (Podarcis sicula, in una sottospecie presente solo su Bottaro denominata Podarcis sicula trischittai), il geco comune (Tarentola mauritanica) ed il geco verrucoso (Hemidactylus turcicus). Sull'isola nidifica il gabbiano reale mediterraneo (Larus michahellis). Sono inoltre presenti l'oziorrinco e alcune specie di coleotteri.
Nel 1991 Bottaro, insieme agli altri isolotti minori di Panarea, è stato dichiarato Riserva naturale integrale, con divieto di sbarco se non per scopi scientifici.